# David Harden
David Harden (hebr. דוד הרדן) (ur. 1926 w Suchostawie w Polsce, zm. 9 kwietnia 2014 w Jerozolimie w Izraelu) – izraelski malarz, działacz kulturalny, pisarz i tłumacz pochodzący z Polski.

## Życiorys
Urodził się jako Dawid Halperin w Suchostawie w Polsce, w wieku czterech lat wyemigrował z rodzicami do Montevideo w Urugwaju. W 1948 wyemigrował do Izraela i zamieszkał w kibucu Mefallesim, w 1951 dołączyli do niego rodzice i brat. Hardan został wysłany do Maroka, aby uczyć hebrajskiego w Tangerze. Następnie przeprowadził się do Francji, gdzie przewodniczył żydowskim przywódcom młodzieżowym. Studiował nauczanie w Beit Berl. W 1962 wraz z rodziną opuścił kibuc i przeniósł się do moszawu Ben Szemen, aby tam uczyć. W 1966 zamieszkał w Jerozolimie. David Hardan walczył w wojnie synajskiej i wojnie sześciodniowej. Po aktach nadużyć i grabieży, których był świadkiem podczas wojny na Synaju, opublikował w kwartalniku Keshet krytyczny esej. 
Uczył języka hebrajskiego w pracowni dla nauczycieli akademickich w swoim kibucu, wykorzystując do tego metodę Uzi Ornana. Pracował jako nauczyciel w szkole podstawowej w Beer Szewie, gdzie starał się promować swoje podejście pedagogiczne, które kładło nacisk na samodzielne i abstrakcyjne myślenie. Ceną stosowanej ścisłej dyscypliny była surowa krytyka i ścisły nadzór ze strony kuratorium szkolnego. Jego dodatkowym zajęciem było przewodniczenie starszym imigrantom w Sederot, która była położona blisko kibucu. Pracował w regionalnym liceum Shaar HaNegev, gdzie prowadził oddzielne zajęcia dla dzieci z kibucu i dla dzieci z Sederot oraz zorganizował pierwsze sesje integracyjne między obiema grupami.

## Kariera literacka
Publikował felietony i opowiadania na łamach „Niv Hagshim”, „Keshetu, w „Amocie”, „Shademocie”, „Plesnie”, „Fatechimie” i w „Narodzie”. Jego pierwsze felietony dotyczyły życia w kibucu, zawierały także krytyczne opisy obyczajów panujących w kibucu.
Na prośbę Aharona Amira, redaktora kwartalnika „Keshet” i wydawnictwa „Am Shafer” David Hardan zredagował i przetłumaczył na hebrajski antologię „Współczesne historie latynoamerykańskie”, która ukazała się w 1964. Część utworów zaadaptował do emisji w stacji radiowej Kol Israel. Po wielu rozmowach z Eliezerem Shabidem opublikował książkę „Źródła współczesnej żydowskiej myśli narodowej”.
W 1974 wydał swoją pierwszą autobiograficzną książkę „Mesjasze w Montevideo”, która uzyskała pochlebne recenzje krytyków m.in. pisarzy Aharona Applefelda i Davida Shahara. Później napisał książkę „Aszkenazi w Hiszpanii”, w której opisał swoje doświadczenie jako posłańca w Maroku i jako nauczyciela dzieci pochodzenia północnoafrykańskiego w Beer Szewie, a także ujawnił swoje poglądy na temat różnic kulturowych między Wschodem a Zachodem oraz wyobcowanie między tymi kulturami. Książka zawiera życzliwą, a zarazem ostrą krytykę odpowiedzialności samych członków grupy etnicznej Mizrahi za ich dyskryminację. Pomimo krytyki, książkę chwalili pisarze ze społeczności Mizrahi, tacy jak Sami Michael i Erez Biton.
Równocześnie malował, swoje prace wystawił w galerii „Alon” w Jerozolimie i Muzeum Izraela, zostały docenione przez krytyka sztuki Yona Fishera.

## Zarządzanie programami kulturalnymi
David Hardan przez 11 lat pracował w Światowej Organizacji Syjonistycznej, gdzie był dyrektorem Departamentu Oświaty i Kultury w diasporze. Zajmował się publikowaniem opowiadań i pism przetłumaczonych na język hiszpański o historii Państwa Izrael: „Omer” – seria tłumaczeń na język hiszpański nowej fikcji hebrajskiej (z pomocą Gerszona Shakeda). Wybór został przyjęty przez Instytut Przekładu Literatury Hebrajskiej. Następnie opublikował antologię „Zbiór z kolekcji chasydzkiej”. W celu dostarczenia żydowskiej opinii publicznej za granicą informacji o wydarzeniach w Izraelu opublikował serię broszur „Holiot in the Chronicles of Israel” autorstwa Yehoasza Biebera, Efraima Ptolemeusza (o wojnie sześciodniowej ), które zostały przetłumaczone na hiszpański.
Hardan wycofał się z kierowania departamentem po zmianie rządu w 1977 i powołaniu przedstawiciela Likudu na stanowisko dyrektora Departamentu Oświaty Organizacji Syjonistycznej.